# Distrito electoral de Forest City No. 2
Forest City No. 2 (en inglés: Forest City No. 2 Precinct) es un distrito electoral ubicado en el condado de Sarpy en el estado estadounidense de Nebraska. En el Censo de 2010 tenía una población de 2059 habitantes y una densidad poblacional de 674,29 personas por km².

## Geografía
Forest City No. 2 se encuentra ubicado en las coordenadas 41°8′26″N 96°14′54″O / 41.14056, -96.24833. Según la Oficina del Censo de los Estados Unidos, Forest City No. 2 tiene una superficie total de 3.05 km², que corresponden a tierra firme.

## Demografía
Según el censo de 2010, había 2059 personas residiendo en Forest City No. 2. La densidad de población era de 674,29 hab./km². De los 2059 habitantes, Forest City No. 2 estaba compuesto por el 98.15% blancos, el 0.53% eran afroamericanos, el 0.1% eran amerindios, el 0.39% eran asiáticos, el 0.05% eran de otras razas y el 0.78% pertenecían a dos o más razas. Del total de la población el 0.68% eran hispanos o latinos de cualquier raza.